# Всеобщие выборы в Гватемале (1958)
Всеобщие выборы в Гватемале прошли 19 января 1958 года после того как предыдущие выборы 1957 года были аннулированы. В 1-м туре президентских выборов ни один из кандидатов не набрал более 50% голосов избирателей, поэтому 12 февраля Хосе Мигель Идигорас Фуэнтес был избран президентом Конгрессом. На парламентских выборах альянс, в который входили Партия национального демократического примирения, Националистическая демократическая партия, Националистическая либеральная партия, Демократическая национальная ассоциация и Национальный антикоккомунистический фронт получил 40 из 66 мест Конгресса.

## Результаты

### Президентские выборы
| Кандидат                           | Партия/Коалиция                     | Голосов избирателей | Голосов избирателей | Голосов депутатов | Голосов депутатов |
| Кандидат                           | Партия/Коалиция                     | Голоса              | %                   | Голоса            | %                 |
| ---------------------------------- | ----------------------------------- | ------------------- | ------------------- | ----------------- | ----------------- |
| Хосе Мигель Идигорас Фуэнтес       | PRDN-PDN-PLN-PLAG-ANDE-FAN          | 190 972             | 40,80               | 40                | 69,0              |
| Хосе Луис Крус Салазар             | MDN-PUA-PL-PR-DCG                   | 138 488             | 29,58               | 18                | 31,0              |
| Марио Мендес Монтенегро            | Революционная партия                | 132 824             | 28,37               | -                 | -                 |
| Хосе Энрике Ардон Фернандес        | Националистический либеральный союз | 5 834               | 1,25                | -                 | -                 |
| Недействительных/пустых бюллетеней | Недействительных/пустых бюллетеней  | 24 156              | -                   | 7                 | -                 |
| Всего                              | Всего                               | 492 274             | 100                 | 65                | 100               |

### Парламентские выборы
| Партия/Коалиция                                       | Голоса  | %     | Мест |
| ----------------------------------------------------- | ------- | ----- | ---- |
| PRDN-PDN-PLN-ANDE-FAN                                 | 127 195 | 36,99 | 40   |
| PUA-PR-DCG                                            | 112 105 | 32,60 | 20   |
| Революционная партия                                  | 88 418  | 25,71 | 6    |
| Либеральная партия Гватемалы                          | 3 785   | 01,10 | 0    |
| Движение национального освобождения                   | 3 674   | 1,07  | 0    |
| Националистический либеральный союз                   | 2 955   | 0,86  | 0    |
| Истинная антикоммунистическая партия                  | 2 451   | 0,71  | 0    |
| Гватемальская антикоммунистическая либеральная партия | 1 918   | 0,56  | 0    |
| Демократическая рабочая партия                        | 1 382   | 0,40  | 0    |
| Недействительных/пустых бюллетеней                    |         | -     | -    |
| Всего                                                 | 343 883 | 100   | 66   |